# Conditional-access module
Et conditional-access module (CA modul) er en elektronisk enhed, normalt inkluderende indgang til et smart card, som kan dekryptere indhold på et digitalt TV eller en tv-modtagerboks.
Det kan for eksempel bruges hvis et lejlighedskompleks har et sløjfeanlæg til TV-signal-fremføring, hvor en og samme ledning sender samme krypterede signal rundt til mange lejligheder. De enkelte lejligheder har så CA-moduler/chipkort som kan dekryptere de kanaler som den enkelte lejlighed har betalt for.
Standardformatet for et CA-modul er et PC card, som kræver et smart card for at kunne autentificere sig; dog findes der også CA-moduler med informationen fra smart card'et indbygget.